# Tandubas
Tandubas ist eine philippinische Stadtgemeinde in der Provinz Tawi-Tawi. Sie hat 29.390 Einwohner (Zensus 1. August 2015).

## Baranggays
Tandubas ist administrativ in 20 Baranggays unterteilt:
| - Baliungan - Kakoong - Kepeng - Lahay-lahay - Naungan - Sallangan - Sapa - Silantup - Tapian - Tongbangkaw | - Tangngah (Tangngah Ungus Mata) - Ballak - Butun - Himbah - Kalang-kalang - Salamat - Sibakloon - Tandubato - Tapian Sukah - Taruk |